# Birgerus Colliander
Birgerus Erlandi Colliander, född 1607 i Femsjö församling, död 16 juli 1683 i Åsenhöga församling, Kronobergs län, var en svensk präst.

## Biografi
Birgerus Colliander föddes 1607 i Femsjö församling. Han var son till kyrkoherden Erlandus Nicolai. Colliander blev 1657 kyrkoherde i Åsenhöga församling. Han avled 1683 i Åsenhöga församling.

### Familj
Colliander gifte sig första gången med Maria Jacobsdotter. Hon var dotter till kyrkoherden Jacobus Andreae i Åsenhöga församling. De fick tillsammans kyrkoherden Erland Colliander (född 1642) i Alseda församling.
Colliander gifte sig andra gången 6 oktober 1646 med Ingegerd Björnsdotter (död 1690). Hon var dotter till befallningsmannen Björn i Bockebo. De fick tillsammans barnen kyrkoherden Zacharias Colliander i Åsenhöga församling, Sara (född 1654) som gifte sig med kyrkoherden Abraham Krok i Norra Sandsjö församling, Maria som gifte sig med kyrkoherden Jonas Petri Hielm i Dädesjö församling, Catharina som gifte sig med kyrkoherden Lars Krok i Värnamo församling och Ingeborg som gifte sig med komministern Birger Kling i Gränna församling.